# 4 Horas do Estoril
As 4 Horas do Estoril foram uma corrida de resistência realizada no Autódromo do Estoril. A corrida foi criada em 1977 para o 
Campeonato Mundial de Resistência (World Sportscar Championship) sob a designação de Prémio Internacional da Costa do Sol. Em 2001 a corrida foi retomada no formato de 100km a contar para a Le Mans Series. Nos dois anos seguintes regressou ao Campeonato Mundial de Resistência adoptando o formato de 2h30. A corrida seria realizada uma vez mais em 2011 no formato de 6 horas, a contar para a European Le Mans Series, competição que visitaria o Estoril entre 2014 e 2016, em formato de 4 horas, antes da prova portuguesa da ELMS se mudar para o Autódromo Internacional do Algarve.

## Resultados
| Ano                      | Pilotos                                                   | Equipa                | Carro                              | Distância/Duração | Designação                           | Campeonato                             |
| ------------------------ | --------------------------------------------------------- | --------------------- | ---------------------------------- | ----------------- | ------------------------------------ | -------------------------------------- |
| 1977                     | Arturo Merzario                                           | Autodelta             | Alfa Romeo T33/SC/12               | 2h30min           | Prémio International da Costa do Sol | World Sportscar Championship (Grupo 6) |
| 1978-2000: Não realizado |                                                           |                       |                                    |                   |                                      |                                        |
| 2001                     | Jean-Christophe Boullion Laurent Rédon Boris Derichebourg | Pescarolo Sport       | Courage C60-Peugeot                | 1000 km           | Estoril 1000 Kilometres              | European Le Mans Series                |
| 2002                     | Olivier Beretta Nicolas Minassian                         | Team Oreca            | Dallara LMP-Judd                   | 2h30min           | FIA Sportscar Championship Estoril   | FIA Sportscar Championship             |
| 2003                     | Jean-Christophe Boullion Stéphane Sarrazin                | Pescarolo Sport       | Courage C60 EVO-Peugeot            | 2h30m             | FIA Sportscar Championship Estoril   | FIA Sportscar Championship             |
| 2004-2010: Não realizado |                                                           |                       |                                    |                   |                                      |                                        |
| 2011                     | Emmanuel Collard Julien Jousse                            | Pescarolo Team        | Pescarolo 01 Evo-Judd              | 6 Horas           | 6 Horas do Estoril                   | Le Mans Series                         |
| 2012-2013: Não realizado |                                                           |                       |                                    |                   |                                      |                                        |
| 2014                     | Vincent Capillaire Jimmy Eriksson                         | Sébastien Loeb Racing | Oreca 03 Nissan VK45DE 4.5 L V8    | 4 Horas           | 4 Horas do Estoril                   | European Le Mans Series                |
| 2015                     | Pierre Thiriet Ludovic Badey Nicolas Lapierre             | Thiriet by TDS Racing | Oreca 05 Nissan VK45DE 4.5 L V8    | 4 Horas           | 4 Horas do Estoril                   | European Le Mans Series                |
| 2016                     | Simon Dolan Giedo van der Garde Harry Tincknell           | G-Drive Racing        | Gibson 015S Nissan VK45DE 4.5 L V8 | 4 Horas           | 4 Horas do Estoril                   | European Le Mans Series                |